# Sean Hayes
Sean Patrick Hayes (Chicago, Illinois, 26 de juny de 1970) és un actor còmic estatunidenc, guanyador d'un premi Primetime Emmy.

## Biografia
Té 4 germans i va estudiar piano i arts escèniques en la Illinois State University però ho va deixar abans de graduar-se. Va treballar com a pianista i director musical a Chicago. També va compondre la música original per a una obra de Antígona en la Steppenwolf Theatre Company de Chicago i va participar en la troupe d'improvisació còmica The Second City.
Va debutar en el film independent Billy's Hollywood Screen Kiss (1998). El seu paper més conegut és el de Jack McFarland en la sèrie Will & Grace. Després ha participat en pel·lícules com Com a gossos i gats (2001), com Jerry Lewis en Martin and Lewis (2002), Pieces of April (2003), El gat (2003), Win a Date With Tad Hamilton! (2004), O ara o mai (2008), o Igor (2008), i la seva última participació fins avui, encarna a Larry en The Three Stooge estrenada en 2012, al costat de Will Sasso (Curly) i Chris Diamantopoulos (Moe).
També va fer una aparició en la sèrie Scrubs com Nick.
Hayes es va mudar a Los Angeles el 1995, on va treballar com a monologuista còmic i en diversos anuncis de televisió.
Va ser extra en la pel·lícula Lucas (1986), que es va filmar en el seu institut.

## Filmografia
| Any       | Pel·lícula                                          | Paper                          | Notes |
| --------- | --------------------------------------------------- | ------------------------------ | --- |
| 1986      | Lucas                                               | Espectador                     | |
| 1996      | A&P                                                 | Sammy                          | |
| 1996      | Silk Stalkings                                      | Roger                          | |
| 1998      | Billy's Hollywood Screen Kiss                       | Billy Collier                  | |
| 1998-2006 | Will & Grace                                        | Jack McFarland                 | 194 episodis Emmy al millor actor secundari en sèrie còmica (2000) Nominació − Emmy al millor actor secundari en sèrie còmica (2001-2006) Nominació − Globus d'Or al millor actor secundari en sèrie, minisèrie o telefilm (2000-2005) |
| 2000      | Buzz Lightany of Star Command: The Adventure Begins | Brain Pod #13                  | Veu |
| 2001      | Com gats i gossos (Cats & Dogs)                     | Mr. Tinkles                    | Veu |
| 2001      | Scrubs                                              | Nick Murdoch                   | |
| 2001      | Saturday Night Live                                 | Ell mateix                     | |
| 2002      | Martin and Lewis                                    | Jerry Lewis                    | |
| 2003      | Pieces of April                                     | Wayne                          | |
| 2003      | The Cat in the Hat                                  | Mr. Humberfloob / Veu del peix | |
| 2004      | Win a Date with Tad Hamilton!                       | Richard Levy the Shameless     | |
| 2005      | Roberto the Insect Architect                        | Narrador                       | |
| 2006      | Will & Grace: Say Goodnight Gracie                  | Jack McFarland                 | |
| 2006      | Tom Goes to the Mayor                               | Guia del viatge                | |
| 2006      | Lovespring International                            | Victor                         | |
| 2006-2007 | Campus Ladies                                       | Marshall                       | |
| 2007      | 30 Rock                                             | Jesse Parcell                  | Episodi: "Hiatus (30 Rock)" |
| 2007      | O ara o mai                                         | Matthew/Thomas                 | |
| 2008      | Man Stroke Woman                                    | Diversos personatges           | |
| 2008      | Soul Men                                            | Danny Epstein                  | |
| 2008      | Igor                                                | Brain                          | |
| 2010      | Com gats i gossos: la venjança de la Kitty Galore   | Mr. Tinkles                    | Veu |
| 2012      | The Three Stooges                                   | Larry Fine                     | |
| 2012      | Portlandia                                          | Bad Art Good Walls Associate   | Cameo |
| 2012      | Parks and Recreation                                | Buddy Wood                     | Episodi: "Lucky (Parks and Recreation)" |